# Garapan
Garapan este cel mai mare sat și centrul industriei turistice de pe insula Saipan, care este o parte a Statelor Unite ale Commonwealth, Comunitatea Insulelor Mariane de Nord (CNMI).

## Geografia
Garapan are o suprafață de 1.2 km ² și o populație de 3904 (recensământ al populației din 1990).
Garapan este situat pe coasta de vest a insulei Saipan și este locul unde se află majoritatea hotelurilor mari de pe insulă și Parcul Memorial american, care onorează soldații americani care au murit în timpul bătăliei de la Saipan. Numeroase magazine, restaurante, și una dintre cele mai mari școli elementare din Comunitatea Insulelor Mariane de Nord poate fi găsită aici, aceasta este Garapan Elementary School. Garapan, de asemenea, și-a construit recent Paseo De Mariane, o populară atracție turistică. Una dintre cele mai multe biserici de pe insulă este situată în Garapan.
Înainte de dizolvarea acestuia, sediul Pacific Island Aviation a fost  în Garapan.

## Particularitate
Garapan este locul unde se află cea mai constantă temperatură din lume. Amplitudinea termică între anii 1927-1935 a fost de doar 11,8 °C. Cea mai scăzută temperatură s-a înregistrat la 30 ianuarie 1934 (19,6 °C) ia cea mai ridicată temperatură s-a înregistrat la 9 octombrie 1931 (31,4 °C).

## Galerie imagini

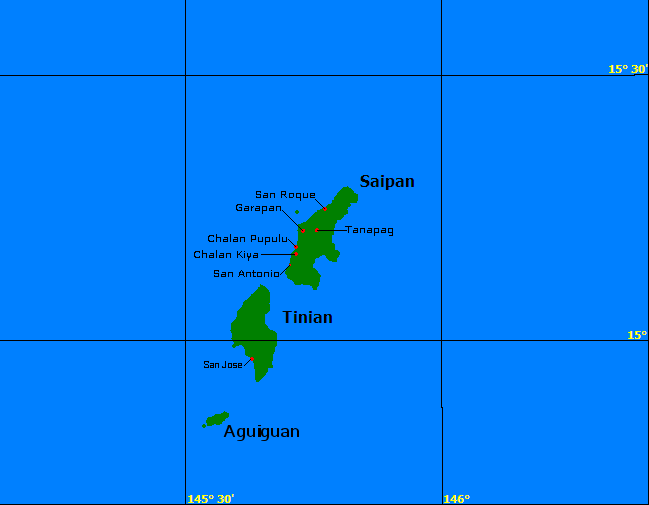
Saipan, Tinian şi Aquijan
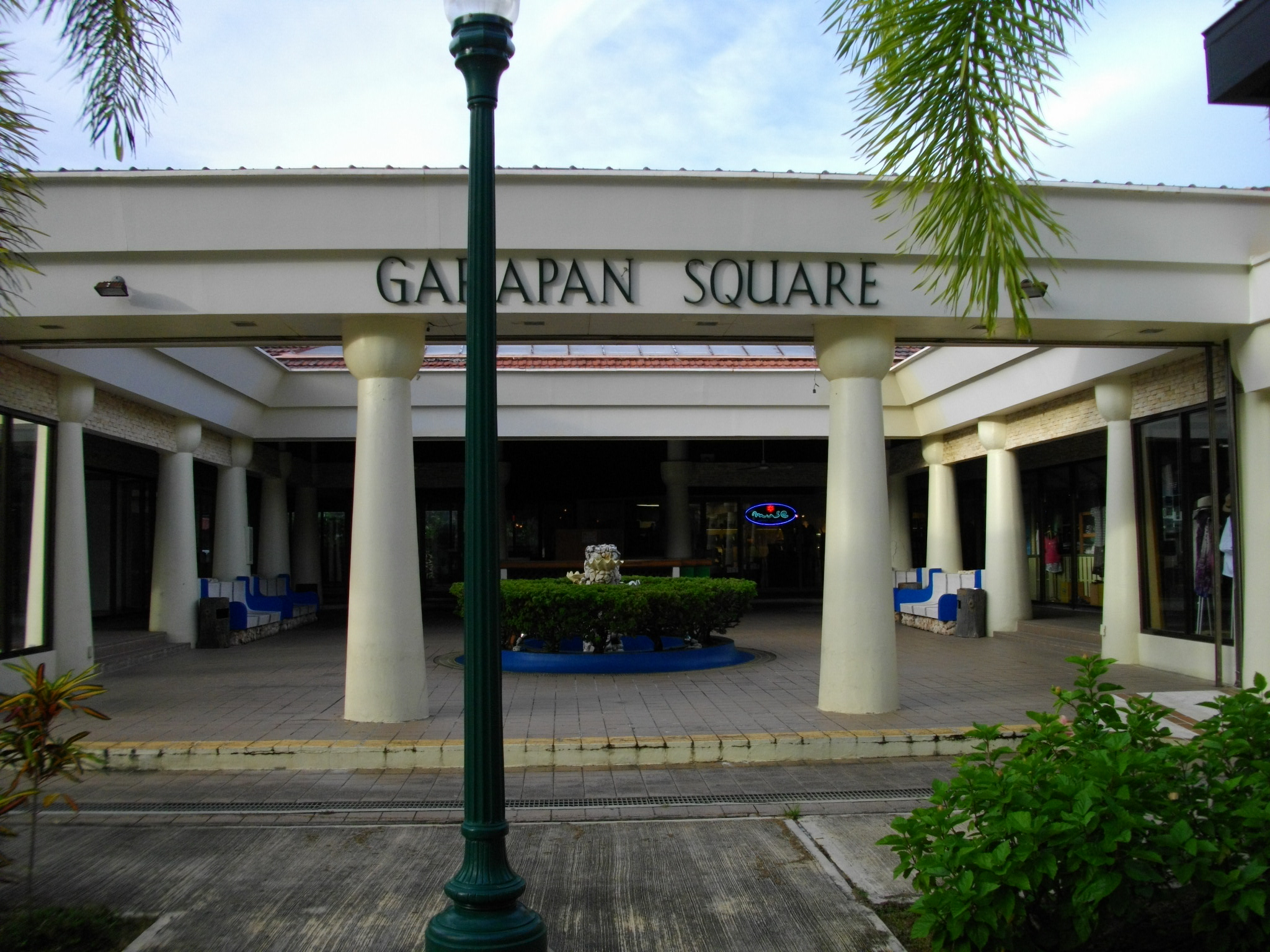
Piața
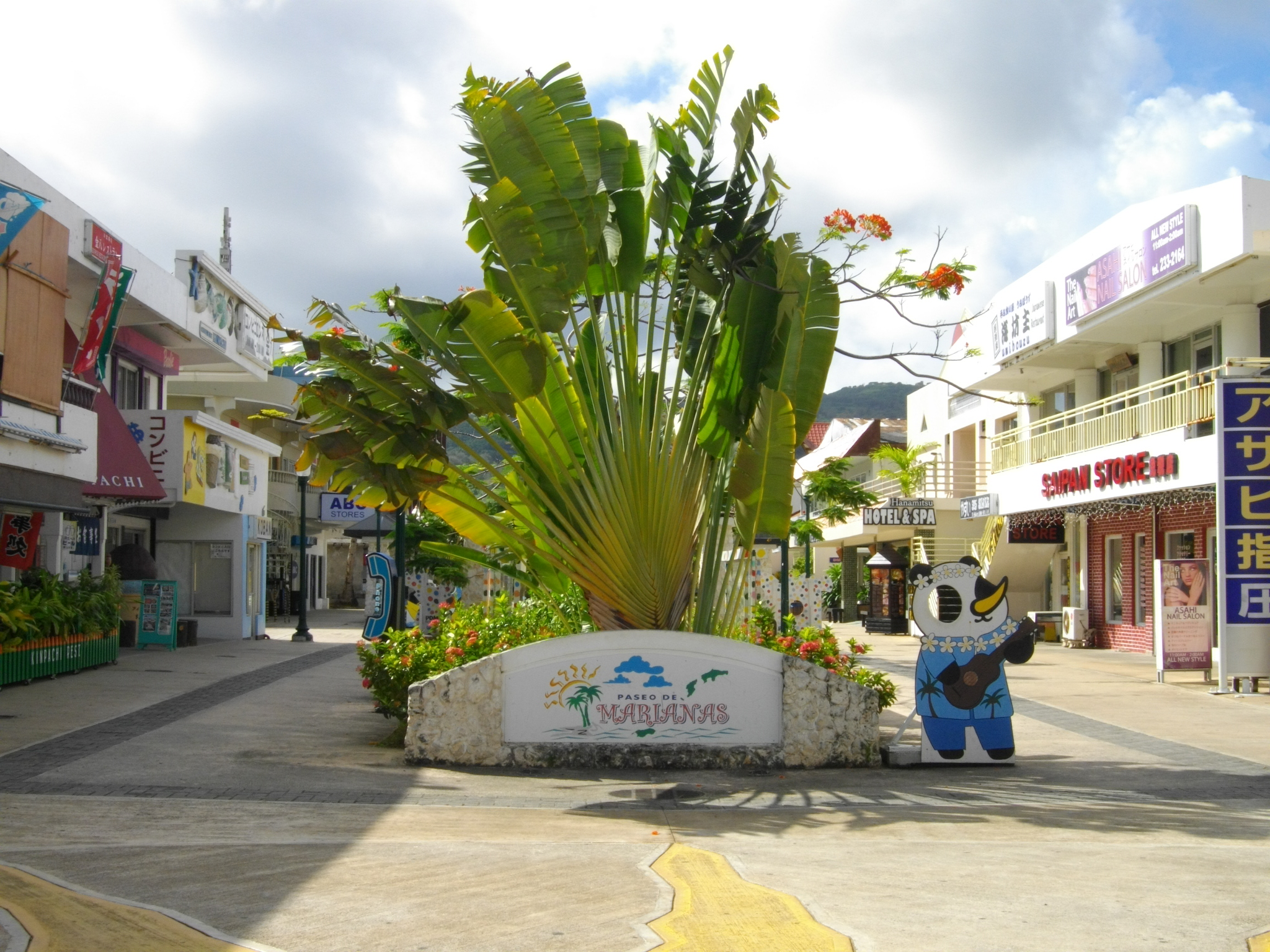
Paseo de Marianas
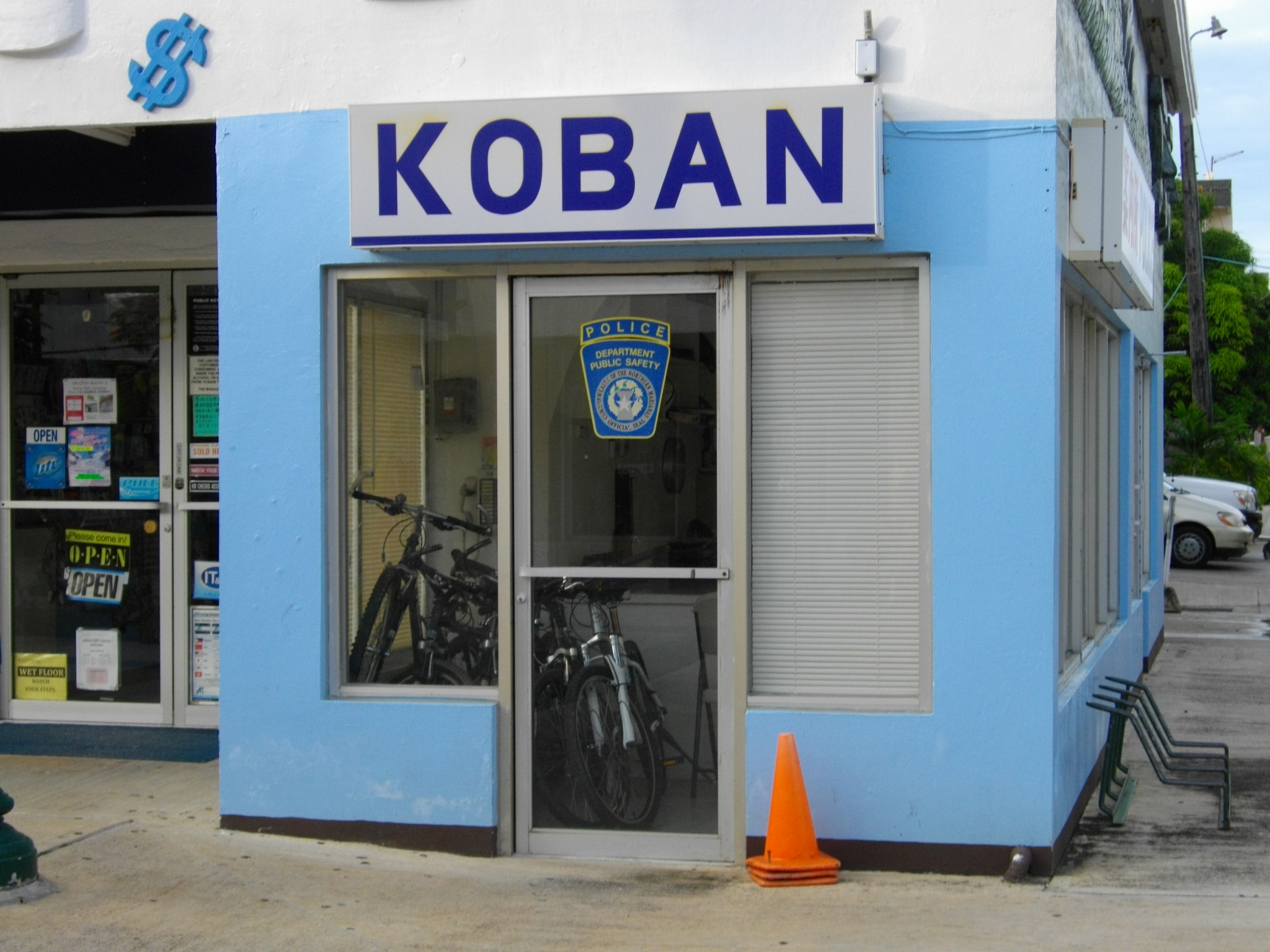
Paseo de Marianas